# تايم اسبليرز 2
تايم اسبليرز 2 (بالإنجليزية: TimeSplitters 2)، هي لعبة فيديو بريطانية من نوع تصويب منظور الشخص الأول، وهي من تطوير فري راديكال ديزاين، ومن نشر إيدوس إنتراكتيف، صدرت اللعبة في الأسواق سنة 2002، وتعمل اللعبة على أنظمة الحاسوب بلاي ستيشن 2 ونينتندو غيم كيوب وإكس بوكس، وهي الجزء الثاني من سلسلة تايم اسبليرز.